# Ymir (thần thoại)

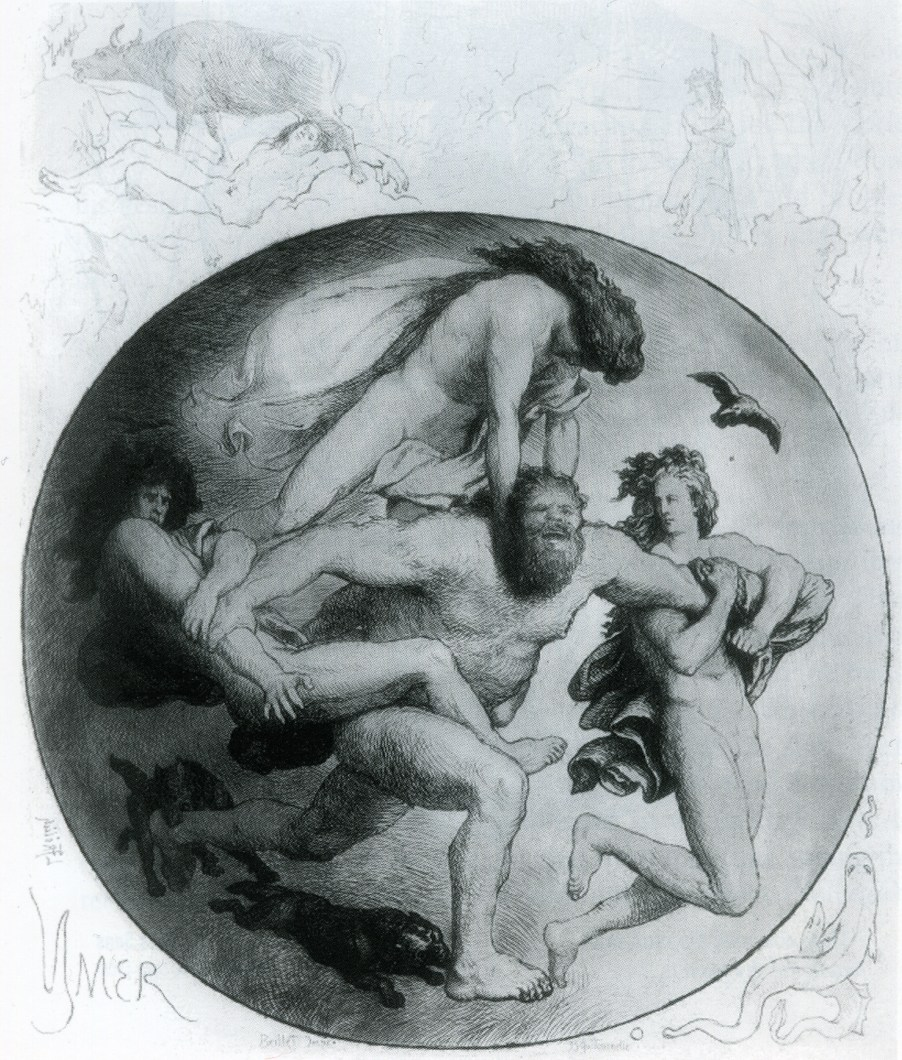
Ymir bị giết bởi các con trai của Borr trong tranh của Lorenz Frølich

Ymir, còn được gọi là Aurgelmir giữa những người khổng lồ, là người đầu tiên của chủng tộc khổng lồ băng và là một nhân vật quan trọng trong thần thoại Bắc Âu. Nhưng sau này, ông đã chết sớm dưới tay các con trai của Borr. Ông có một con trai, một con gái được sinh ra từ hai cánh tay mình (sau này thành đôi vợ chồng Bergelmir - tổ tiên của người khổng lồ) và con út Thrudgelmir được sinh ra từ đôi chân (Þrúðgelmir người khổng lồ sáu đầu, sau này chết đuối trong máu của cha mình khi ông chết).